# Marija Nikolajewna Jermolowa

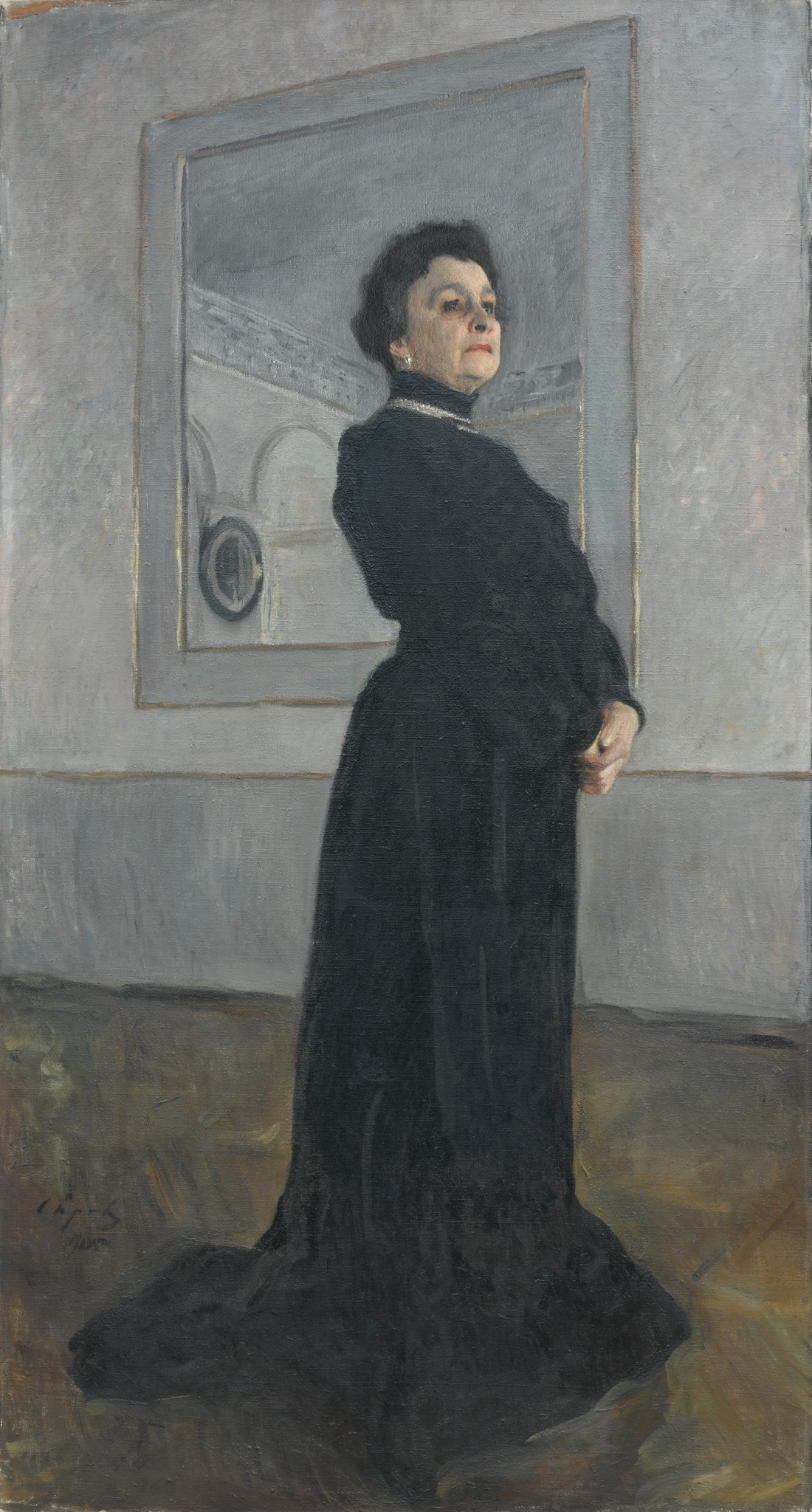
Marija Jermolowa 1905; ein Porträt von Walentin Serow

Grabmal Jermolowas

Marija Nikolajewna Jermolowa (russisch Мари́я Никола́евна Ермо́лова, wiss. Transliteration Marija Nikolaevna Ermolova; * 3. Julijul. / 15. Juli 1853greg. in Moskau; † 12. März 1928 ebenda) war eine bedeutende russische Drama-Schauspielerin am Moskauer Maly-Theater.

## Leben
Jermolowa wurde als Tochter eines Moskauer Souffleurs geboren, der im 1756 gegründeten Maly-Theater tätig war. Im Alter von zehn Jahren ging sie auf die Kaiserliche Theaterschule (heute Schtschepkin-Theaterhochschule), wo sie zunächst eine Ballettklasse besuchte. Jedoch ließ sich die junge Jermolowa zunehmend für Schauspielerei statt für Ballett begeistern, vorzugsweise für tragische Rollen. Ihren ersten seriösen Auftritt hatte Jermolowa Anfang 1870, als sie stellvertretend für eine andere Schauspielerin einspringen musste: Sie spielte die Hauptrolle in einer Aufführung von Lessings Emilia Galotti und konnte damit fortan Erfolg verbuchen. Noch vor dem Abschluss der Theaterschule 1871 spielte sie in mehreren weiteren Rollen und besaß beim Schulabgang eine solide Erfahrung auf der Bühne. 1871 wurde Jermolowa in die Schauspielertruppe des Maly-Theaters aufgenommen, wo sie bis zum Ende ihrer Karriere blieb.
Von Mitte der 1870er-Jahre an, seit dem überwältigenden Erfolg der Aufführung des Ostrowski-Stücks Das Gewitter am Maly-Theater, spielte Marija Jermolowa nahezu sämtliche weibliche Hauptrollen aus dem Repertoire dieses Schauspielhauses durch und gehörte im ausgehenden 19. Jahrhundert zu den renommiertesten Schauspielerinnen Russlands. 1881 widmete ihr der angehende Schriftsteller Anton Tschechow sein erstes Theaterstück Vaterlos, scheiterte allerdings mit seinem Wunsch, das Stück am Maly-Theater inszenieren zu lassen. Persönlich kennenlernen konnte er Jermolowa erst im Jahre 1890 (hierzu schrieb er am 15. Februar an den Dichter Pleschtschejew: „Nach dem Mittagessen beim Star spürte ich noch zwei Tage danach Sternleuchten um meinen Kopf herum“).
Jermolowa erhielt 1920 den Ehrentitel „Volkskünstler der Republik“. 1921 beendete sie ihre Schauspielerkarriere und starb 1928 in Moskau. Ihr Grab befindet sich auf dem Nowodewitschi-Friedhof. Ein 1925 an der Twerskaja-Straße in Moskau gegründetes Theater erhielt noch zu Jermolowas Lebzeiten ihren Namen.

## Rollen (Auswahl)
- Mariane in Molières Tartuffe (1871)
- Sofja in Gribojedows Verstand schafft Leiden (1874)
- Laurencia in Lope de Vegas Das berühmte Drama von Fuente Ovejuna (1876)
- Ophelia in Shakespeares Hamlet (1878)
- Titelrolle in Schillers Maria Stuart (1886)
- Klärchen in Goethes Egmont (1888)
- Desdemona in Shakespeares Othello (1888)
- Jewlalija Kadmina[2] in Alexei Suworins Tatjana Repina (1889)
- Donna Sol in Hugos Hernani (1889)
- Titelrolle in Grillparzers Sappho (1892)
- Elisabeth in Schillers Don Karlos (1894)
- Titelrolle in Shakespeares Macbeth (1896)
- Helene Alving in Ibsens Gespenster (1909)